# Walnut Creek Ranger Station
La Walnut Creek Ranger Station est une station de rangers américaine dans le comté de Yavapai, en Arizona. Protégée au sein de la forêt nationale de Prescott, elle est inscrite au Registre national des lieux historiques depuis le 10 juin 1993.